# 高垣行男
高垣 行男（たかがき ゆきお、1950年 - ）は、日本の経営学者、博士（学術：東京大学）、博士（経営管理学：立教大学）。駿河台大学名誉教授。専攻は経営戦略。

## 略歴
1950年に和歌山市で生まれる。和歌山市立城北小学校から和歌山市立伏虎中学校（現 伏虎義務教育学校）を経て、和歌山県立桐蔭高等学校を卒業。1973年に徳島大学工学部機械工学科卒業後、東亜燃料工業（現 ENEOS）にてプラントエンジニアリングなどの経営企画、研究企画、マーケティング業務、新素材の新規事業に従事する。1989年に国際大学大学院にて国際関係学修士（国際経営専攻）を取得後、帝人化成（現 帝人）にて経営企画と新規事業を担当する。1995年に東京大学大学院博士課程工学研究科（先端学際工学専攻）を単位取得満期退学し、1997年に東京大学より博士（学術）を授与される。1995年から沖縄国際大学短期大学部講師、1996年に沖縄国際大学商経学部助教授、1998年に同大学教授を経て、2000年より駿河台大学経済学部教授（大学院：修士論文指導担当）を務める。2017年に立教大学大学院博士課程ビジネスデザイン研究科（ビジネスデザイン専攻）にて博士（経営管理学）を授与される。2021年春に駿河台大学を定年退職して駿河台大学総合研究所客員研究員となる。
非常勤講師として、日本大学経済学部、東京国際大学、和光大学などで講義を担当した。大学院講義として国際大学大学院(MBA)、立教大学大学院等にて英語によるケースメソッドの講義を務めた。

## 著書
- 『環境対策の戦略化過程』（ボーダレス・エイジ,1998年）
- 『ボーダレス時代の国際経営』（ボーダレス・エイジ,1999年）
- 『Japanese Foreign Direct Investment』（Ohozato Printing,2000年）
- 『Internatuinal Business; emerging issues and emerging markets』Chapter 14（Macmillan Publishing,2000年）
- 『経営戦略の理論と実践』（創成社,2008年）
- 『環境経営戦略の潮流』（創成社,2010年）
- 『経営者の戦略決定』（創成社,2015年）
- 『地域企業における知識創造』（創成社,2017年）
- 『経営学Ⅰ―基礎理論編―』編著（五弦社,2018年）
- 『経営学Ⅱ―応用編―』編著（五弦社,2018年）
- 『国際ビジネスの新潮流 ―ダイナミックOLIサイクルの試み―』（創成社,2019年）
- 『起業家精神と国際ビジネス』（創成社,2021年）

### 訳書
- 『欧州のMBA教授が見た高業績CEOの意思決定』（監訳,加瀬公夫ほか著,中央経済社,2006年）